# Oddział pułkownika Szaposznikowa
Oddział pułkownika Szaposznikowa (ros. Отряд полковника Шапошникова) – ochotnicza jednostka wojskowa białych o charakterze partyzanckim działająca podczas rosyjskiej wojny domowej.
Sformowany latem 1918 roku i liczył wówczas ok. 50 milicjantów. Na jego czele stał płk Dmitrij Szaposznikow. 22 października tego samego roku został wysadzony w Mezeniu, przyjmując nazwę Ekspedycyjnego Oddziału Rejonu Mezeńskiego. Na początku listopada liczył już ok. 300 ludzi. Do końca roku jego liczebność wzrosła do ok. 500 partyzantów. Oddział działał w dolinie rzeki Mezeń, a następnie Peczory. 16 lutego 1919 r. został przemianowany na Ekspedycyjny Oddział Hrabstwa Mezeńsko-Peczorskiego. Rozkazem gen. Jewgienija Millera, głównodowodzącego wojskami białych w Obwodzie Północnym, płk Szaposznikow został mianowany dowódcą wszystkich oddziałów działających w rejonach Mezeńskim i Peczorskim. Jego oddział został przekształcony w regularną jednostkę wojskową.